# Corée du Nord et armes de destruction massive
La Corée du Nord a un programme d'armement nucléaire militaire et, au début de 2019, on estime qu’elle dispose d’un arsenal d’environ 20 à 30 armes nucléaires et de suffisamment de matières fissiles pour 30 à 60 armes nucléaires supplémentaires. La Corée du Nord a également stocké une quantité importante d’armes chimiques et biologiques. En 2003, la Corée du Nord s'est retirée du Traité sur la non-prolifération des armes nucléaires (TNP). Depuis 2006, le pays a mené une série de six essais nucléaires à des niveaux de compétence de plus en plus élevés, ce qui a conduit le pays à se soumettre à des sanctions.

## Historique
La Corée du Nord s'intéresse au développement des armes nucléaires depuis les années 1950. Le programme nucléaire remonte aux environs de 1962, lorsque la Corée du Nord s'est engagée dans ce qu'elle appelle une « fortification totale », qui a marqué le début de la Corée du Nord hyper militarisée d'aujourd'hui. En 1963, la Corée du Nord a demandé l'aide de l'Union soviétique pour développer des armes nucléaires, mais cette demande a été refusée. L'Union soviétique a accepté d'aider la Corée du Nord à élaborer un programme d'énergie nucléaire pacifique, comprenant la formation de scientifiques. Plus tard, la Chine, après ses essais nucléaires, a également rejeté les demandes d’aide de la Corée du Nord à la mise au point d’armes nucléaires.
Des ingénieurs soviétiques ont participé à la construction du centre de recherche scientifique nucléaire de Yongbyon, où a commencé la construction d'un réacteur de recherche IRT-2000 en 1963, qui est devenu opérationnel en 1965, et mis à niveau à 8 MW en 1974. En 1979, la Corée du Nord a commencé à construire un deuxième réacteur de recherche à Yongbyon, ainsi qu'une usine de traitement du minerai et une usine de fabrication de barres de combustible.
Le programme d'armement nucléaire de la Corée du Nord remonte aux années 1980. Se concentrant sur les utilisations pratiques de l'énergie nucléaire (en) et l'achèvement d'un système de développement d'armes nucléaires, la Corée du Nord a commencé à exploiter des installations de fabrication et de conversion de l'uranium et à mener des tests de détonation. En 1985, la Corée du Nord a ratifié le TNP mais n'a pas inclus l'accord de garanties requis avec l'AIEA avant 1992. Au début de 1993, alors qu'elle vérifiait la déclaration initiale de la Corée du Nord, l'AIEA a conclu que de solides preuves permettaient de conclure que cette déclaration était incomplète. Lorsque la Corée du Nord a refusé l'inspection spéciale demandée, l'AIEA a signalé sa non-conformité au Conseil de sécurité des Nations unies. En 1993, la Corée du Nord a annoncé son retrait du TNP, mais a suspendu ce retrait avant qu'il prenne effet.
En vertu de l'Agreed Framework (en) de 1994, le gouvernement américain a accepté de faciliter la fourniture de deux réacteurs à eau légère à la Corée du Nord en échange du désarmement nord-coréen,. Ces réacteurs sont considérés comme « plus résistants à la prolifération que les réacteurs nord-coréens modérés au graphite, ». Le Congrès américain a sapé le cadre convenu pendant la présidence de Clinton en imposant de nouvelles sanctions à la Corée du Nord et empêchant l'administration Clinton de fournir à la Corée du Nord les fournitures faisant partie du Cadre convenu. La mise en œuvre de l'Agreed Framework a échoué et en 2002, chaque partie reprochant à l'autre son échec. En 2002, le Pakistan avait admis que la Corée du Nord avait eu accès à sa technologie nucléaire à la fin des années 1990.
Se fondant sur des éléments de preuve provenant du Pakistan et de la Libye et sur de multiples confessions provenant de la Corée du Nord elle-même, les États-Unis ont accusé la Corée du Nord de ne pas se conformer et ont stoppé leurs livraisons de pétrole. La Corée du Nord a par la suite affirmé que ses aveux publics de culpabilité avaient été délibérément mal interprétés.
En 2003, la Corée du Nord a de nouveau annoncé son retrait du Traité sur la prolifération nucléaire. En 2005, elle a admis avoir des armes nucléaires mais s'est engagé à fermer le programme,.
Le 9 octobre 2006, la Corée du Nord a annoncé qu'elle avait mené à bien son premier essai nucléaire. Une explosion nucléaire souterraine a été détectée, son rendement a été estimé à moins d'une kilotonne et une production radioactive a été détectée,,. Le 6 janvier 2007, le gouvernement nord-coréen a en outre confirmé qu'il disposait d'armes nucléaires.
Le 17 mars 2007, la Corée du Nord a informé les délégués aux négociations nucléaires internationales qu'elle se préparait à fermer sa principale installation nucléaire. L'accord a été conclu à la suite d'une série de pourparlers à six impliquant la Corée du Nord, la Corée du Sud, la Chine, la Russie, le Japon et les États-Unis, qui ont débuté en 2003. Selon cet accord, une liste de ses programmes nucléaires serait présentée et une installation nucléaire serait désactivée. Cela fut reporté à cause d'un différend avec les États-Unis sur Banco Delta Asia, mais le 14 juillet, des inspecteurs de l'Agence internationale de l'énergie atomique ont confirmé la fermeture du réacteur nucléaire Yongbyon en Corée du Nord. La Corée du Nord a donc commencé à recevoir de l'aide. Cet accord a été rompu en 2009 à la suite du lancement d'un satellite nord-coréen.
En avril 2009, la Corée du Nord est devenue une « puissance nucléaire à part entière », un avis partagé par le directeur général de l'Agence internationale de l'énergie atomique (AIEA), Mohamed ElBaradei. Le 25 mai 2009, la Corée du Nord a effectué un deuxième essai nucléaire, donnant lieu à une explosion estimée entre 2 et 7 kilotonnes. Le test de 2009, comme celui de 2006, aurait eu lieu à Mantapsan, dans le comté de Kilju, dans le nord-est de la Corée du Nord. Il a été découvert à la suite d'un tremblement de terre survenu sur le site de test.
En février 2012, la Corée du Nord a annoncé qu'elle suspendrait l'enrichissement d'uranium au centre de recherche scientifique nucléaire de Yongbyon et qu'elle ne réaliserait plus d'essais d'armes nucléaires tant que des négociations productives impliquant les États-Unis se poursuivraient. Cet accord prévoyait un moratoire sur les essais de missiles à longue portée. En outre, la Corée du Nord a accepté d'autoriser les inspecteurs de l'AIEA à surveiller les opérations à Yongbyon. Les États-Unis ont réaffirmé qu'ils n'avaient aucune intention hostile à l'égard de la RPDC et qu'ils étaient disposés à améliorer leurs relations bilatérales, et ils ont décidé d'expédier une aide alimentaire humanitaire à la Corée du Nord,,. Les États-Unis ont qualifié la démarche « d’importante, même si limitée », mais ont déclaré qu’ils procéderaient avec prudence et que les négociations ne reprendraient que lorsque la Corée du Nord aurait pris des mesures pour tenir sa promesse. Cependant, après que la Corée du Nord eut effectué un essai de missile à longue portée en avril 2012, les États-Unis ont décidé de ne pas poursuivre l'aide alimentaire.
Le 11 février 2013, la US Geological Survey a détecté une perturbation sismique de magnitude 5,1, révélant un troisième essai nucléaire souterrain. La Corée du Nord a officiellement déclaré qu'il s'agissait d'un essai nucléaire réussi avec une tête légère qui fournit plus de force qu'auparavant, mais n'a pas révélé le rendement exact. Plusieurs sources sud-coréennes estiment le rendement à 6–9 kilotonnes, tandis que l'Institut fédéral allemand des géosciences et des ressources naturelles (en) estime ce rendement à 40 kilotonnes,,. Cependant, l'estimation allemande a depuis été révisée à un rendement équivalent à 14 kt lorsqu'elle a publié ses estimations en janvier 2016.
Le 6 janvier 2016 en Corée, l'US Geological Survey a détecté une perturbation sismique de magnitude 5,1, révélant un quatrième essai nucléaire souterrain. La Corée du Nord a affirmé que cet essai impliquait une bombe à hydrogène. Cette déclaration n'a pas été vérifiée. Une « bombe à hydrogène » pourrait signifier un degré d'arme allant de dispositifs de fission améliorés à de véritables armes thermonucléaires.
En quelques heures, de nombreux pays et organisations ont condamné le test. Les analystes américains expérimentés ne croient pas qu’une bombe à hydrogène ait explosé. Les données sismiques recueillies jusqu'à présent suggèrent un rendement de 6 à 9 kilotonnes et cette ampleur n'est pas compatible avec la puissance qui serait générée par une explosion de bombe à hydrogène. « Ce que nous spéculons, c'est qu'ils ont essayé de fabriquer un engin nucléaire suralimenté, une bombe atomique contenant un peu d'hydrogène, un isotope appelé tritium », a déclaré Joseph Cirincione (en), président de la firme de sécurité mondiale Ploughshares Fund (en). La source allemande qui a estimé tous les essais nucléaires antérieurs de la Corée du Nord a plutôt estimé à 14 kt la valeur initiale, ce qui correspond à peu près au même rendement (révisé) que celui de son précédent essai nucléaire de 2013. Cependant, l'estimation du rendement pour l'essai nucléaire de janvier 2016 a été révisée à 10 kt.
Le 7 février 2016, environ un mois après le prétendu test à la bombe à l'hydrogène, la Corée du Nord a prétendu avoir mis un satellite en orbite autour de la Terre. Le Premier ministre japonais, Shinzō Abe, avait averti le Nord de ne pas lancer la fusée. Si c'était le cas et que la fusée violait le territoire japonais, elle serait abattue. Néanmoins, la Corée du Nord a quand même lancé la fusée, affirmant que le satellite était uniquement destiné à des fins pacifiques et scientifiques. Plusieurs pays, dont les États-Unis, le Japon et la Corée du Sud, ont critiqué le lancement et, bien que la Corée du Nord ait prétendu que la fusée était à des fins pacifiques, elle a été vivement critiquée pour avoir tenté de réaliser un test d'ICBM sous le couvert du lancement d'un satellite. La Chine a également critiqué le lancement, mais a exhorté « les parties concernées » de « s'abstenir de prendre des mesures qui pourraient aggraver les tensions sur la péninsule coréenne ».
Un cinquième essai nucléaire a eu lieu le 9 septembre 2016. Ce rendement d'essai est considéré comme le plus élevé parmi les cinq essais réalisés jusqu'à présent, dépassant son record précédent de 2013. Le gouvernement sud-coréen a déclaré que le rendement était d'environ 10 kt malgré d'autres sources suggérant un rendement de 20 à 30 kt. La même source allemande qui a fait une estimation de tous les essais nucléaires antérieurs de la Corée du Nord a suggéré une estimation d'un rendement de 25 kilotonnes.
D'autres pays et les Nations unies ont réagi au développement actuel des missiles et du nucléaire en Corée du Nord par diverses sanctions. Le 2 mars 2016, le Conseil de sécurité de l'ONU a voté pour imposer des sanctions supplémentaires à la Corée du Nord.
En 2017, la Corée du Nord a lancé deux ICBM, dont le second avait une portée suffisante pour atteindre la partie continentale des États-Unis. En septembre 2017, le pays a annoncé un nouveau test parfaitement réussi de la bombe à hydrogène.

## Armes nucléaires

### Généralités

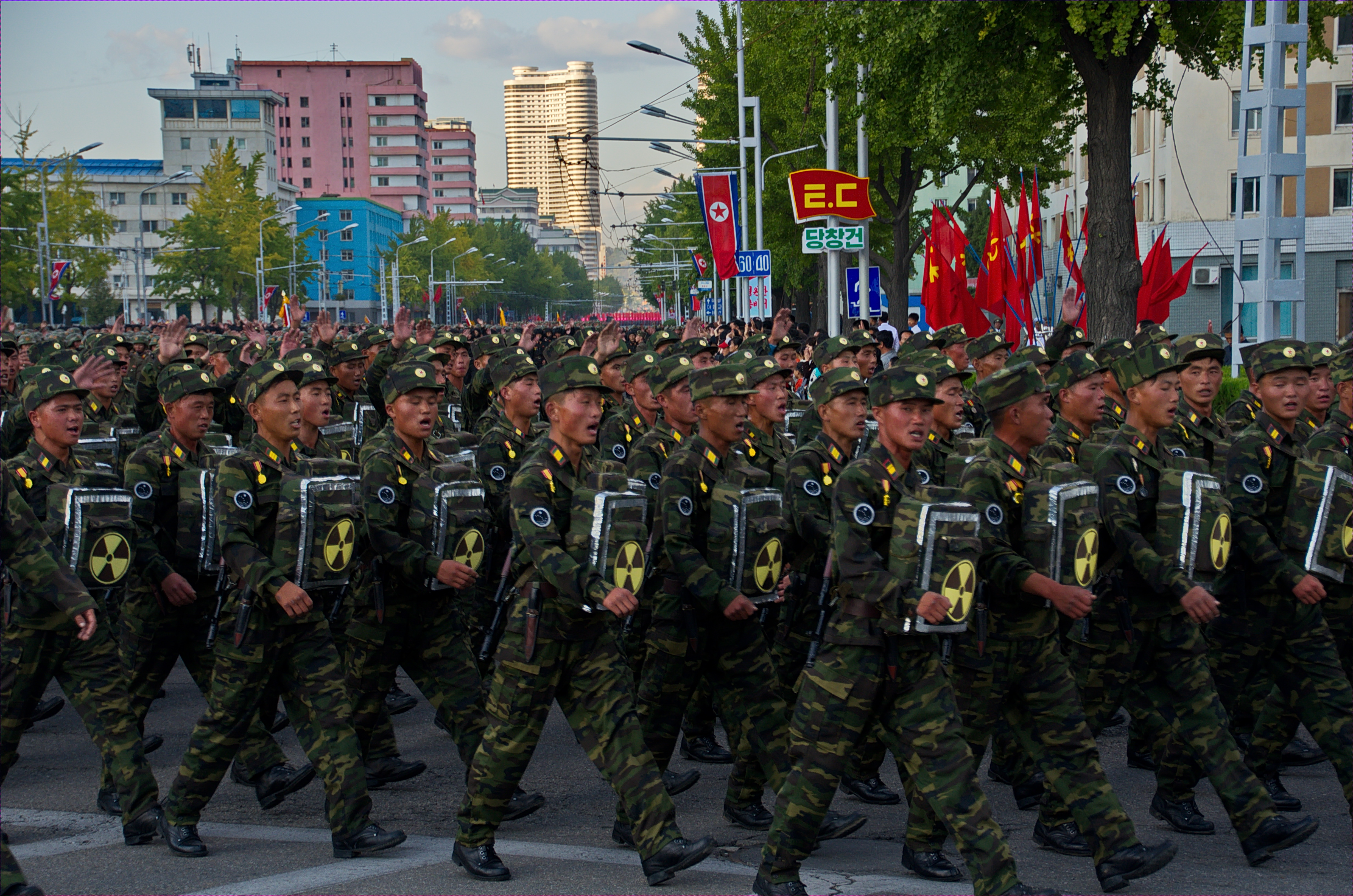
Parade militaire à Pyongyang, en 2015.

L’Agence centrale de presse coréenne a déclaré que « les États-Unis ont longtemps menacé la RPDC de mener des opérations nucléaires » et que « les États-Unis ont été saisis par une folle ambition de faire tomber la RPDC » ; ils ont donc « besoin d’une mesure corrective ». La Corée du Nord est soupçonnée de maintenir un programme clandestin de développement d'armes nucléaires depuis le début des années 1980, lorsqu'elle a construit un réacteur nucléaire Magnox producteur de plutonium à Yongbyon. La communauté internationale a eu recours à divers moyens diplomatiques pour tenter de limiter le programme nucléaire nord-coréen à une production d'énergie pacifique et pour encourager la Corée du Nord à participer aux traités internationaux.
En mai 1992, la première inspection effectuée par l'Agence internationale de l'énergie atomique (AIEA) en Corée du Nord révéla des divergences laissant à penser que le pays avait retraité plus de plutonium que ce qui avait été déclaré. L'AIEA a demandé l'accès à des informations supplémentaires et à deux sites de déchets nucléaires à Yongbyon,,. La Corée du Nord a rejeté la demande de l'AIEA et annoncé le 12 mars 1993 son intention de se retirer du Traité de non-prolifération nucléaire.
En 1994, la Corée du Nord s'est engagée, aux termes de l'Agreed Framework (en) convenu avec les États-Unis, à geler ses programmes de plutonium et à démanteler tous ses programmes d'armes nucléaires en contrepartie de la normalisation des relations diplomatiques et de plusieurs types d'assistance, notamment des ressources pour la fourniture d'énergie de remplacement.
En 2002, les États-Unis estimaient que la Corée du Nord appliquait à la fois une technologie d’enrichissement de l’uranium et une technologie de retraitement du plutonium en violation de l'Agreed Framework. À la fin de 2002 et au début de 2003, la Corée du Nord a commencé à prendre des mesures pour expulser les inspecteurs de l’Agence internationale de l’énergie atomique (AIEA) tout en détournant des barres de combustible épuisé pour les utiliser pour le retraitement du plutonium à des fins militaires. Jusqu'à la fin de 2003, la Corée du Nord a déclaré qu'elle gèlerait son programme nucléaire en échange de nouvelles concessions américaines, mais aucun accord final n'a été conclu. La Corée du Nord s'est retirée du Traité de non-prolifération nucléaire en 2003,.

#### 2006
Le 9 octobre 2006, la Corée du Nord a démontré ses capacités nucléaires lors de son premier essai nucléaire souterrain, faisant exploser un dispositif à base de plutonium avec un rendement estimé à 0,2–1 kilotonne. L’essai a été réalisé sur le site d’essais nucléaires de Punggye-ri, dans la province du Nord-Hamgyong, et des responsables américains du renseignement ont annoncé par la suite que l’analyse des débris radioactifs dans des échantillons d’air prélevés quelques jours après l’essai avait confirmé que l’explosion avait eu lieu. Le Conseil de sécurité des Nations unies a condamné le test et annoncé l'imposition de la résolution 1874.

#### Après l'essai nucléaire de 2006
Le 6 janvier 2007, le gouvernement nord-coréen a en outre confirmé qu'il disposait d'armes nucléaires.
En février 2007, à la suite du processus de désarmement des pourparlers à six, Pyongyang a accepté de fermer son réacteur nucléaire principal. Le 8 octobre 2008, le gouvernement nord-coréen a interdit aux inspecteurs de l'AIEA de procéder à de nouvelles inspections du site.

#### 2009
Le 25 avril 2009, le gouvernement nord-coréen a annoncé la réactivation des installations nucléaires du pays, et que le traitement du combustible usé pour produire du plutonium de qualité militaire était relancé.
Le 25 mai 2009, la Corée du Nord a effectué son deuxième essai nucléaire souterrain. Le US Geological Survey a calculé son origine à proximité du site du premier essai nucléaire. Le test était plus puissant que le test précédent, estimé entre 2 et 7 kilotonnes. Le même jour, un essai de missile à courte portée a été effectué avec succès,.

#### 2010
En mai 2010, le gouvernement nord-coréen a affirmé avoir effectué avec succès une fusion nucléaire. Bien que la déclaration ait été largement rejetée à l’époque, une analyse effectuée en 2012 sur les radio-isotopes laisse à penser que la Corée du Nord pourrait avoir effectué deux essais nucléaires impliquant la fusion. La déclaration a été accueillie avec scepticisme,, l'analyse ultérieure des données sismiques suggérant qu'aucun test n'avait eu lieu. En 2014, une étude utilisant des données sismiques a révélé des preuves d'essais nucléaires mais une étude de 2016 a de nouveau rejeté les allégations d'essais, suggérant que les données sismiques étaient indicatives d'un séisme mineur,.

#### 2013

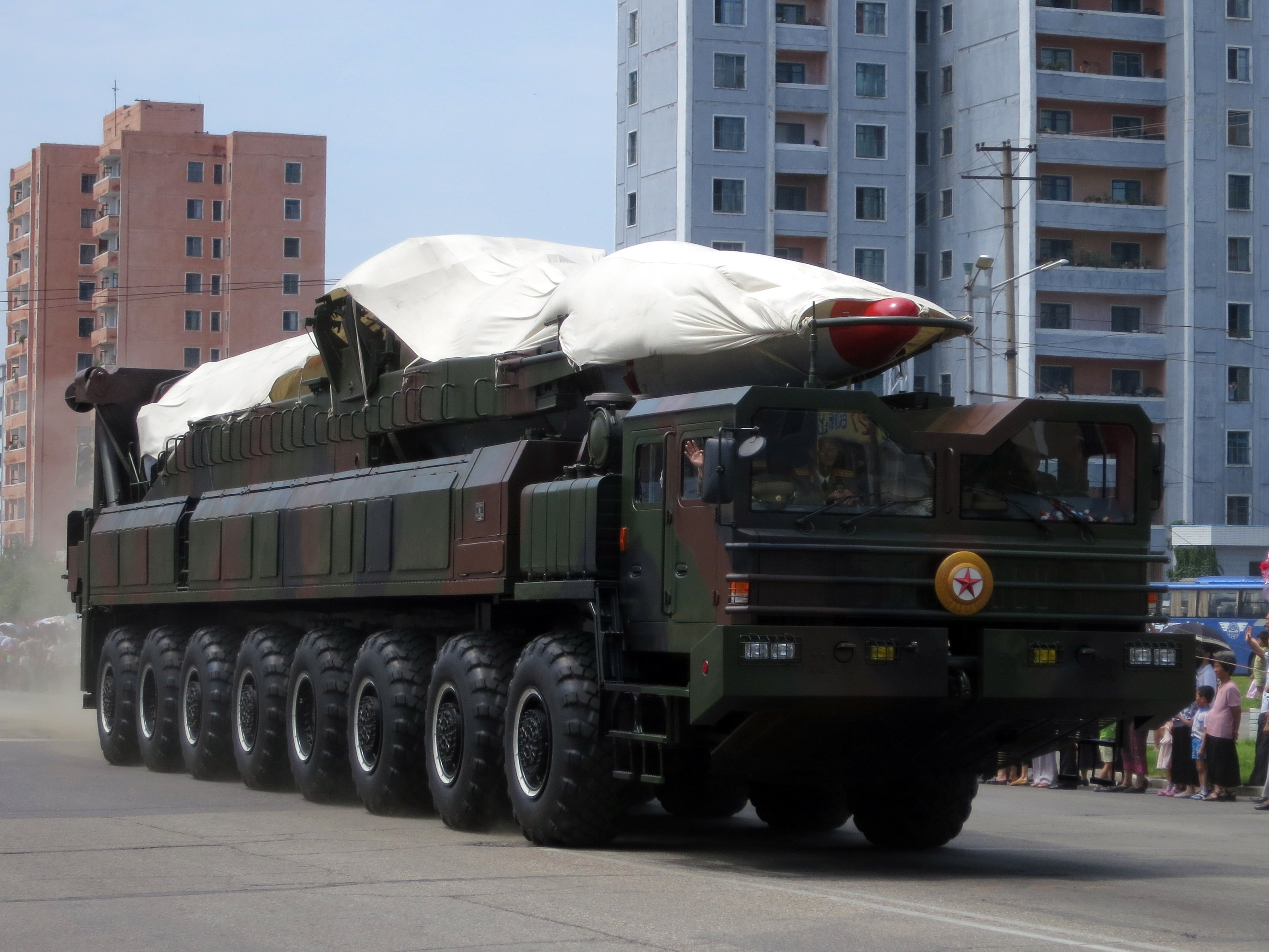
Missile balistique de la Corée du Nord.

Le 12 février, des observateurs asiatiques ont détecté une activité sismique inhabituelle dans une installation nord-coréenne à 11h57 (02h57 GMT), qui a par la suite été identifiée comme un séisme d'origine artificielle d'une magnitude initiale de 4,9 (révisée à 5,1),. L’agence de presse centrale coréenne a par la suite déclaré que le pays avait fait exploser un dispositif nucléaire miniaturisé doté d'une « force explosive accrue » lors d'un essai souterrain. Selon l'Institut des géosciences et des ressources minérales de Corée, le rendement estimé était de 7,7 à 7,8 kilotonnes. D'autres chercheurs estiment le rendement à environ 12,2 kilotonnes.

#### 2015, annonce de bombe à hydrogène
En décembre 2015, Kim Jong-un a suggéré que le pays avait la capacité de lancer une bombe à hydrogène, un appareil considérablement plus puissant que les bombes atomiques conventionnelles utilisées lors d'essais précédents. La remarque a suscité le scepticisme de la Maison Blanche et des autorités sud-coréennes.

#### 2016

##### Premier essai nord-coréen de bombe à hydrogène
Le 6 janvier, après l'annonce d'un tremblement de terre de magnitude 5,1 survenu au nord-est de la Corée du Nord à 10h00:01 UTC + 08h30, le régime du pays a publié des déclarations selon lesquelles il avait testé avec succès une bombe à hydrogène. Le fait qu'il s'agissait bien d'une bombe à hydrogène n'a pas encore été prouvé. Les experts ont mis en doute cette affirmation. Un expert en espionnage sud-coréen a suggéré qu'il pourrait s'agir d'une bombe atomique et non d'une bombe à hydrogène. Des experts de plusieurs pays, dont la Corée du Sud, ont exprimé des doutes sur la technologie revendiquée en raison de la taille relativement petite de l'explosion. L'analyste principal de la Défense, Bruce W. Bennett, de l'organisation de recherche RAND, a déclaré à la BBC que « Kim Jong-un mentait, affirmant qu'ils avaient fait un test d'hydrogène alors qu'ils utilisaient une arme à fission un peu plus efficace, ou alors la partie hydrogène du test ne fonctionnait vraiment pas très bien, la partie fission non plus. »

##### Après le prétendu test de la bombe à hydrogène de la Corée du Nord
Le 9 mars 2016, la Corée du Nord a publié une vidéo de Kim Jong Un en visite dans une usine de fabrication de missiles. La communauté internationale était sceptique, Karl Dewey de IHS Jane, a déclaré : « Il est possible que la sphère d'argent soit une simple bombe atomique. Mais ce n'est pas une bombe à hydrogène." En outre, il a déclaré "qu'une bombe à hydrogène ne serait pas seulement en deux parties mais aurait également une forme différente. »
Des pays du monde entier, ainsi que l'OTAN et l'ONU, se sont prononcés contre les essais en les qualifiant de facteurs de déstabilisation, de danger pour la sécurité internationale et de violation des résolutions du Conseil de sécurité des Nations unies. La Chine, l'un des alliés de la Corée du Nord, a également dénoncé le test.

##### Première essai d'ogive nucléaire
Le 9 septembre 2016, une secousse sismique de 5,3 sur 5 a été détectée par des sismogrammes dans les pays voisins, après quoi la Corée du Nord a confirmé qu'elle avait effectué un autre essai nucléaire. La Corée du Nord a déclaré que ce test leur avait permis de confirmer que sa tête militaire pouvait être montée sur un missile et de vérifier sa puissance. Il était douteux que la Corée du Nord puisse associer l'ogive nucléaire et le missile, mais des experts sud-coréens ont commencé à croire que la Corée du Nord pourrait atteindre cet objectif en quelques années.

#### 2017
Le 18 février 2017, la Chine a annoncé la suspension de toutes les importations de charbon en provenance de Corée du Nord dans le cadre de ses efforts visant à appliquer les sanctions imposées par le Conseil de sécurité des Nations unies et visant à mettre un terme à son programme nucléaire et de missiles balistiques. Le 6 mars 2017, la Corée du Nord a lancé quatre missiles balistiques de la région de Tongchang-ri en direction de la mer du Japon. Le lancement a été condamné par les Nations unies ainsi que par la Corée du Sud. Cette décision a incité le secrétaire d’État américain Rex Tillerson à s’embarquer dans une mission diplomatique dix jours plus tard au Japon, en Corée du Sud et en Chine, afin de s’attaquer à la tension internationale accrue dans la région. Le 13 avril 2017, le représentant de la Maison Blanche, Nick Rivero, aurait déclaré que les États-Unis étaient "très proches" de se lancer dans une sorte de représailles contre la Corée du Nord[réf. nécessaire]. Le président Trump a commenté l'activité de la Corée du Nord en déclarant que les États-Unis lutteraient à tout prix contre le terrorisme.
Le 15 avril 2017, lors du jour férié qui est célébré chaque année dans le pays, la Corée du Nord a organisé un grand défilé militaire pour célébrer le 105e anniversaire de la naissance de Kim Il-sung, fondateur et grand-père du dirigeant du pays, Kim Jong-un. La parade s'est déroulée au milieu de spéculations brûlantes aux États-Unis, au Japon et en Corée du Sud selon lesquelles le pays pourrait également tester un sixième dispositif nucléaire, mais sans réussir à le faire,,,. Le défilé a dévoilé publiquement, pour la première fois, deux nouveaux canisters de la taille d’un missile balistique intercontinental, mais également des missiles balistiques lancés par sous-marin, ainsi qu'une version terrestre du même type,,,.
Le 16 avril 2017, quelques heures après le défilé militaire à Pyongyang, la Corée du Nord a tenté de lancer un missile balistique à partir d'un site situé près du port de Sinpo, sur la côte est du pays. Le missile a explosé quelques secondes après son lancement,.
Le 28 avril 2017, la Corée du Nord a lancé un missile balistique non identifié sur l'aérodrome de Pukchang, en territoire nord-coréen. Il a explosé peu de temps après le décollage à une altitude d’environ 70 km.
Le 4 juillet 2017, la Corée du Nord a lancé l'Hwasong-14 depuis l'aérodrome de Panghyon (en), près de Kusong, dans une trajectoire surélevée d'une durée de 39 minutes pour un total de 930 km dans les eaux de la zone économique exclusive japonaise. Le United States Indo-Pacific Command a déclaré que le missile était en l'air pendant 37 minutes, ce qui signifie que, dans une trajectoire standard, il aurait pu atteindre toute la superficie de l'Alaska, sur une distance de 6 690 km,,. En ciblant les eaux profondes de la mer du Japon, la Corée du Nord veillait à ce que des plongeurs américains ou japonais rencontrent des difficultés lorsqu'ils tentent de récupérer le moteur de Hwasong-14. De même, la Corée du Nord n'a pas non plus tenté de récupérer des débris de rentrée, ce qui, selon la Corée du Sud, indique que ce premier lancement était un ICBM qui était loin d'être prêt au combat. À compter de juillet 2017, les États-Unis estimaient que la Corée du Nord disposerait d'un missile balistique intercontinental (ICBM) fiable à capacité nucléaire d'ici au début de 2018. Le 28 juillet, la Corée du Nord a lancé un deuxième ICBM, apparemment plus avancé, avec une altitude d'environ 3 700 km, qui a parcouru 1 000 km ; les analystes ont estimé qu'il était capable d'atteindre les États-Unis continentaux.
Le Dr John Schilling, ingénieur en aérospatiale et analyste en armement, estime que la précision actuelle de Hwasong-14 est médiocre,. Michael Elleman fait remarquer que le véhicule de rentrée du missile du 28 juillet 2017 s'est brisé lors de la rentrée ; des tests supplémentaires seraient nécessaires,,. Le 8 août 2017, le Washington Post a rapporté que, dans une évaluation confidentielle, la Defense Intelligence Agency avait déclaré que la Corée du Nord avait suffisamment miniaturisé une tête nucléaire pour pouvoir être logée dans l'un de ses missiles à longue portée. Le 12 août, The Diplomat a annoncé que, dans une évaluation confidentielle effectuée début août, la CIA avait conclu que le véhicule de rentrée utilisé lors de l'essai du 28 juillet sur le Hwasong 14 (en) n'avait pas survécu à la rentrée dans l'atmosphère en raison d'un apogée de 3 700 km, ce qui avait provoqué des contraintes structurelles. La CIA a également conclu que le véhicule de rentrée nord-coréen était probablement suffisamment avancé pour pouvoir survivre à la rentrée avec une trajectoire d'énergie minimale normale.
Le 3 septembre 2017, la Corée du Nord a affirmé avoir testé avec succès une bombe thermonucléaire, également appelée bombe à hydrogène. L'USGS a rapporté une activité sismique correspondante, similaire à un séisme de magnitude 6,3, rendant l'explosion environ 10 fois plus puissante que les détonations précédentes du pays. Plus tard, le rendement de la bombe a été estimé à 250 kilotonnes, sur la base d’une étude plus approfondie des données sismiques. Le test aurait été une réussite selon les autorités nord-coréennes.
Jane's Information Group estime la charge utile explosive de la bombe de type bombe H en Corée du Nord à un poids compris entre 255 et 360 kilogrammes.
Le 20 novembre 2017, le président américain Donald Trump a annoncé que la Corée du Nord avait été réinscrite sur la liste du département d'État en tant que promoteur du terrorisme. Le Japon et la Corée du Sud se sont félicités de cette initiative, qui constituait un moyen de pression croissante sur la Corée du Nord pour négocier sur la dénucléarisation.
Le 28 novembre 2017, la Corée du Nord a lancé un missile balistique intercontinental lors du premier lancement de ce type depuis plus de deux mois. Le missile, considéré par l’armée américaine comme un ICBM, a été lancé de Sain Ni et a parcouru environ 1 000 km avant d’atterrir dans la mer du Japon.
Après que la Corée du Nord ait prétendu que le missile était capable de « transporter [une] tête nucléaire [ultra] lourde et de frapper tout le continent américain », Kim-Jong-Un a annoncé que le pays avait « enfin pris conscience de la grande cause historique de la force nucléaire de l'État », les plaçant dans une position de force pour pousser les États-Unis à engager un dialogue.

### Production de matières fissiles

#### Installations pour le plutonium

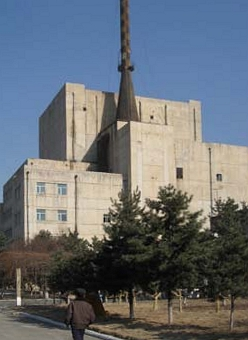
Réacteur expérimental de 5 MWe au centre de recherche scientifique nucléaire de Yongbyon.

Les réacteurs nucléaires à base de plutonium de la Corée du Nord sont situés au centre de recherche scientifique nucléaire de Yongbyon, à environ 90 km au nord de Pyongyang :
- Un réacteur de recherche IRT-2000 fourni par l'Union soviétique, achevé en 1967[117]. L'uranium irradié dans ce réacteur a été utilisé lors des premières expériences de séparation du plutonium en Corée du Nord en 1975[118]. Néanmoins, l’objectif principal du réacteur n’est pas de produire du plutonium et la Corée du Nord a eu des difficultés à acquérir suffisamment de combustible pour un fonctionnement constant. Le Département américain de l’énergie a estimé que ce réacteur aurait pu être utilisé pour produire jusqu’à 1 à 2 kg de plutonium, bien que le Comité conjoint de la recherche sur l’énergie atomique ait déclaré que la quantité ne dépassait pas quelques centaines de grammes[119].
- Un réacteur nucléaire plus récent d’une capacité de 5 MWe. Ce réacteur de type Magnox modéré au graphite gazeux est le réacteur principal de la Corée du Nord, où la quasi-totalité de son plutonium a été produite. Un noyau complet qui est constitué de 8 000 barres de combustible peut produire 27 à 29 kg de plutonium au maximum s'il est laissé dans le réacteur pour une combustion optimale[120]. On estime que le stock de plutonium nord-coréen, à la mi-2006, peut produire 0,9 gramme de plutonium par mégawatt thermique chaque jour de son exploitation. Le matériel nécessaire pour fabriquer une seule bombe est d’environ quatre à huit kilogrammes[121]. La Corée du Nord a souvent déchargé le réacteur avant d'atteindre le niveau de combustion maximal. Trois noyaux connus ont été déchargés en 1994 (sous le contrôle de l'AIEA conformément à l'Agreed Framework (en)), en 2005 et en 2007.

En 1989, le réacteur de 5 MWe a été arrêté pendant une période de soixante-dix à cent jours. Pendant cette période, on estime que 15 kilogrammes de plutonium auraient pu être extraits. En 1994, la Corée du Nord a à nouveau déchargé ses réacteurs. L’AIEA les surveillait de près jusqu’à ce qu’on lui interdise ensuite d’observer les centrales nord-coréennes. En fonctionnement normal, le réacteur peut produire environ 6 kg de plutonium par an, bien que le réacteur doive être arrêté et les barres de combustible extraites pour commencer le processus de séparation du plutonium. Par conséquent, les étapes de séparation du plutonium alternent avec les étapes de production. Le retraitement (également connu sous le nom de séparation) a eu lieu en 2003 pour le premier noyau et en 2005 pour le second noyau.
- Deux réacteurs Magnox (50 MWe et 200 MWe) en construction à Yongbyon et à Taechon. S'ils étaient achevés, le réacteur de 50 MWe serait capable de produire 60 kg de plutonium par an, soit assez pour environ 10 armes, et le réacteur de 200 MWe pourrait produire 220 kg de plutonium par an, assez pour environ 40 armes. La construction a été arrêtée en 1994 environ un an après l'achèvement des travaux conformément à l'Agreed Framework (en), et en 2004, les structures et la tuyauterie s'étaient gravement détériorées[123],[124].
- Une installation de retraitement du combustible qui récupère l'uranium et le plutonium du combustible usé en utilisant le procédé PUREX. Basée sur la conception étendue de l'usine de retraitement Eurochemic sur le site de Mol-Dessel (en) en Belgique[125]. En 1994, son activité a été gelée conformément à l'Agreed Framework (en)[10]. Le 25 avril 2009, l'agence de presse nord-coréenne KCNA a annoncé la reprise du retraitement du combustible irradié afin de récupérer du plutonium[126].

Le 12 mars 1993, la Corée du Nord a annoncé son intention de se retirer du Traité de non-prolifération nucléaire (TNP) et a refusé d'autoriser les inspecteurs de l'AIEA à accéder à ses sites nucléaires. En 1994, les États-Unis estimaient que la Corée du Nord disposait de suffisamment de plutonium retraité pour produire environ 10 bombes, la quantité de plutonium augmentant. Confrontée à des pressions diplomatiques après la résolution 825 du Conseil de sécurité des Nations unies et à la menace de frappes aériennes militaires américaines contre le réacteur, la Corée du Nord a accepté de démanteler son programme de plutonium dans le cadre de l'Agreed Framework (en) dans lequel la Corée du Sud et les États-Unis s'étaient engagés à fournir à la Corée du Nord des réacteurs à eau légères et au fioul.
Étant donné que les réacteurs à eau légère nécessiteraient d'importer de l'uranium enrichi provenant de l'extérieur de la Corée du Nord, la quantité de combustible et de déchets de réacteur pourrait être plus facilement suivie, ce qui rendrait plus difficile le réacheminement des déchets nucléaires pour les transformer en plutonium. Cependant, l'Agreed Framework (en) était embourbé dans des difficultés, chaque partie blâmant l’autre pour les retards de mise en œuvre ; en conséquence, les réacteurs à eau légère n'ont jamais été finis. Fin 2002, la Corée du Nord a recommencé à utiliser ses anciens réacteurs.
Selon une déclaration du Parlement sud-coréen, huit sites ont été identifiés pour les essais actuels et futurs. En plus de ces sites se distinguent de nombreuses autres installations de production de matières nucléaires, considérées comme étant les plus étroitement liées à un objectif militaire ou potentiellement militaire :
- Province de Hamgyong Bukdo (Hamgyong Nord) - deux sites,
  - Chungjinsi - site de stockage de combustible nucléaire, base militaire et installation souterraine non identifiée,
  - Kiljugun - Accumulation militaire importante avec des formations de troupes motorisées et construction d'une nouvelle installation souterraine de pointe - Site de l'essai nucléaire du 25 mai 2009 ;
- Phunggyere - Site de l'essai nucléaire du 9 octobre 2006.

- Province de Chagangdo - un site :
  - Kanggyesi - Centre de production d’équipements de pointe et de munitions de la Corée du Nord depuis 1956. Comprenant également des installations souterraines très perfectionnées.

- Province de Pyongan Bukdo (Pyongan Nord) - quatre sites :
  - Yongbyonsi - 2 sites - Emplacement du centre de recherche nucléaire de Yongbyon, de l'installation d'essai expérimental d'explosion, et de deux installations souterraines non identifiées. En outre, il existe un réacteur à gaz-graphite, un site d’essai HE[C'est-à-dire ?], un site de fabrication de combustible nucléaire et un site de stockage de déchets nucléaires
  - Kusungsi - Entre 1997 et septembre 2002, environ 70 explosions expérimentales de munitions nord-coréennes ont eu lieu. Comprend également d'une installation souterraine
  - Taechongun - Site de construction de la centrale nucléaire de 200 MWe. Localisation d'installations souterraines non identifiées et d'installations liées aux armes nucléaires/énergie connues

- Province de Pyongan Namdo (Pyongan méridional) - un site :
  - Pyongsungsi - Emplacement de l'Académie nationale des sciences et d'une vaste installation souterraine dont le but n'est pas connu.

#### Programme d'uranium hautement enrichi
La Corée du Nord possède des mines d'uranium contenant environ 4 millions de tonnes de minerai d'uranium à haute teneur.
Le Premier ministre pakistanais, Benazir Bhutto, aurait fourni à la Corée du Nord, par l'intermédiaire de l'ancien scientifique de renom, Abdul Qadeer Khan, des données essentielles, enregistrées sur CD, relatives à l'enrichissement de l'uranium ainsi que des informations relatives à la technologie des missiles entre 1990 et 1996, selon des responsables américains du renseignement. Le Président Pervez Musharraf et le Premier ministre Shaukat Aziz ont reconnu en 2005 que Khan avait fourni des centrifugeuses et leurs modèles à la Corée du Nord. En mai 2008, Khan, qui avait auparavant avoué avoir fourni les données de sa propre initiative, s'est rétracté, affirmant que le gouvernement pakistanais l'avait contraint à être un "bouc émissaire". Il a également affirmé que le programme nucléaire de la Corée du Nord était bien avancé avant ses visites en Corée du Nord.
Le programme d'uranium hautement enrichi (UHE) a été rendu public en octobre 2002 lorsque les États-Unis ont interrogé des responsables nord-coréens au sujet du programme. Dans l'Agreed Framework (en), la Corée du Nord a explicitement accepté de geler ses programmes de plutonium. L'accord engageait également la Corée du Nord à mettre en œuvre la Déclaration commune sur la dénucléarisation de la péninsule coréenne, dans laquelle les deux Corées s'engageaient à ne pas disposer d'installations d'enrichissement ou de retraitement. Les États-Unis ont fait valoir que la Corée du Nord avait violé son engagement de ne pas avoir d'installations d'enrichissement.
En décembre 2002, alléguant la non-conformité nord-coréenne, les États-Unis ont persuadé le conseil de la KEDO de suspendre les envois de fuel, ce qui a entraîné la fin de l'Agreed Framework (en). La Corée du Nord a réagi en annonçant son intention de réactiver un programme de traitement du combustible nucléaire, et une centrale électrique au nord de Pyongyang. Peu de temps après, la Corée du Nord expulsait les inspecteurs des Nations unies et annonçait un "retrait" unilatéral du Traité de non-prolifération des armes nucléaires.
Selon les services de renseignement américains, les nords coréens ont commencé la construction de la première installation d'enrichissement d'uranium en 2002 sur un site connu sous le nom de Kangson/Chollima. Cette installation était suspectée par le renseignement américain depuis de nombreuses années. La "Mine de minerai d'uranium et l'usine de concentration de Pyongsan" serait le lieu où le minerai d'uranium est transformé en yellowcake.

### Estimation des stocks et projections

#### US Defense Intelligence Agency
Le 8 août 2017, le Washington Post a rendu compte d'une analyse récente réalisée le mois précédent par la US Defense Intelligence Agency, qui concluait que la Corée du Nord avait réussi à produire une tête nucléaire miniaturisée pouvant être contenue dans un missile, et pouvait détenir jusqu'à 60 têtes nucléaires dans son inventaire.

#### Siegfried S. Hecker
Le 7 août 2017, Siegfried S. Hecker, ancien directeur du Laboratoire national de Los Alamos, qui a visité plusieurs fois les installations nucléaires nord-coréennes au nom des États-Unis, a estimé que ses stocks de plutonium et d'uranium hautement enrichi étaient probablement suffisants pour 25 armes nucléaires. Il a estimé que la Corée du Nord avait mis au point une ogive miniaturisée adaptée aux missiles à moyenne portée, mais aurait besoin d'essais et de développements supplémentaires pour produire une ogive plus petite et plus robuste, adaptée à un missile balistique intercontinental (ICBM) et à son retour dans l'atmosphère. Il a considéré la tête nucléaire comme la partie la moins développée des projets de la Corée du Nord pour un ICBM,.

#### Institute for Science and International Security
Pour 2013, l'Institute for Science and International Security (en) a estimé le stock nord-coréen entre 12 et 27 "équivalents d'armes nucléaires", y compris les stocks de plutonium et d'uranium. En 2016, la Corée du Nord devrait avoir 14 à 48 équivalents d'armes nucléaires. L'estimation a été ramenée à 13 à 30 équivalents d'armes nucléaires en 2017, mais a été portée à 60 plus tard en août de la même année. (Pour les armes à l'uranium, on suppose que chaque arme contient 20 kilogrammes d'uranium de qualité militaire).

#### FAS
En 2012, la Federation of American Scientists estimait que la Corée du Nord avait moins de 10 têtes nucléaires au plutonium.

#### SIPRI
En janvier 2013, l’Institut international de recherche pour la paix de Stockholm estimait que la Corée du Nord possédait 6 à 8 têtes nucléaires.

#### Bulletin of the Atomic Scientists
Le 8 janvier 2018, Hans M. Kristensen et Robert S. Norris de la Federation of American Scientists ont publié dans le Bulletin of the Atomic Scientists qu'ils "estimaient avec prudence que la Corée du Nord aurait produit suffisamment de matière fissile pour construire entre 30 et 60 armes nucléaires, et qu’ils pourraient en avoir assemblés de 10 à 20".

## Armes chimiques et biologiques
La Corée du Nord a commencé à mettre en place son propre programme sur l'industrie chimique et les armes chimiques en 1954, immédiatement après la fin de la guerre de Corée. Cependant, aucun progrès substantiel n’a été accompli avant les années 1960, lorsque Kim Il-sung "a publié une" Déclaration sur la chimisation "visant à développer une industrie chimique indépendante capable de soutenir divers secteurs de son économie et de soutenir la production d’armes chimiques. "et a créé le Bureau de la défense nucléaire et chimique de la Corée du Nord.
À la fin des années 1960 et au début des années 1970, la Corée du Nord a reçu une aide soviétique et chinoise pour développer son industrie chimique. En 1979, la Defense Intelligence Agency américaine estimait que la Corée du Nord "n’avait qu'une capacité défensive en armes chimiques de guerre". On ne sait pas quand la Corée du Nord "a acquis la capacité de produire de manière indépendante des armes chimiques"; les estimations vont des années 1970 au début des années 1980. Cependant, à la fin des années 1980, les capacités de la Corée du Nord en matière d'armes chimiques s'étaient développées; le ministère de la Défense nationale sud-coréen a signalé en 1987 que le Nord "possédait jusqu'à 250 tonnes d'armes chimiques", y compris du gaz moutarde et certains agents neurotoxiques. En 2009, l'International Crisis Group signalait que, selon l'avis des experts, la Corée du Nord disposait d'un stock d'environ 2 500 à 5 000 tonnes d'armes chimiques, notamment du gaz moutarde, du sarin et d'autres agents neurotoxiques. Le ministère de la Défense nationale sud-coréen avait la même estimation en 2010,. En 2014, le ministère sud-coréen de la Défense a estimé que "le Nord avait stocké de 2 500 à 5 000 tonnes d'armes chimiques et avait la capacité de produire diverses armes biologiques". En 2015, le département américain de la Défense a rapporté au Congrès que la Corée du Nord "possédait probablement un stock d'armes chimiques" et avait probablement "la capacité de produire des agents neurotoxiques". Le rapport a également révélé que "la Corée du Nord pourrait probablement employer des agents d'armes chimiques en modifiant diverses munitions classiques, notamment des missiles d'artillerie et balistiques. En outre, les forces nord-coréennes sont prêtes à opérer dans un environnement contaminé; elles s'entraînent régulièrement dans le cadre d'opérations de défense chimique". Le rapport indique que la Corée du Nord "continue de développer ses capacités de recherche et de développement biologiques" et "peut envisager l'utilisation d'armes biologiques comme une option, contrairement à ses obligations en vertu de la Convention sur les armes biologiques et à toxines".
La Corée du Nord est signataire du Protocole de Genève, qui interdit l'utilisation d'armes chimiques en temps de guerre. La Corée du Nord est également signataire de la Convention sur les armes biologiques. Bien que le pays ait signé la Convention sur les armes biologiques, "il n’a pas fourni de déclaration sur la mesure de confiance de cette dernière depuis 1990". La Corée du Nord n'est pas signataire de la Convention sur les armes chimiques. C'est l'un des quatre pays qui n'ont pas ratifié la CAC (les autres sont Israël, l'Égypte et le Soudan du Sud).
La Corée du Nord a refusé de reconnaître la possession d'armes chimiques, comme l'avait demandé la résolution 1718 du Conseil de sécurité des Nations unies, adoptée en 2006.
Après le bombardement de Yeonpyeong en 2010 (la Corée du Nord ayant attaqué l'île de Yeonpyeong avec des armes classiques, tuant plusieurs civils), l'Agence nationale de gestion des urgences de Corée du Sud a distribué 1 300 masques à gaz aux Sud-Coréens vivant à la frontière ouest. L'agence a également distribué 610 000 autres masques à gaz aux membres de la sécurité civile sud-coréenne. L'agence a également annoncé la rénovation des abris d'urgence souterrains. Les masques à gaz sont efficaces contre certains agents chimiques, mais pas contre les agents alvéolés tels que le gaz moutarde, le lysite et l'oxime de phosgène, dont la Corée du Nord disposerait en réserve. En octobre 2013, la Corée du Sud et les États-Unis « ont convenu de mettre en place un système de surveillance commun pour détecter les agents biochimiques le long de la zone démilitarisée » et de partager des informations.
Au fil des années, plusieurs chercheurs, principalement sud-coréens, ont conclu que l'Institut de biotechnologie de Pyongyang, une usine supposée produire du bacillus thuringiensis utilisé dans les pesticides, produisait en réalité de l'anthrax sous forme d'armes. Hanham a souligné que les usines de fabrication de pesticides constituaient "une couverture ancienne et bien utilisée pour un programme d'armes biologiques" et un exemple de technologie à double usage. Un certain nombre d’experts sont convenus que « les photos montrent très probablement une installation opérationnelle d’armes biologiques ». Le gouvernement nord-coréen a nié les allégations; un porte-parole officiel du Comité de la défense nationale, par l’intermédiaire de l’agence de presse centrale coréenne, a demandé au Congrès américain d’inspecter l’Institut et de "contempler la vue grandiose de l’Institut de biotechnique de Pyongyang".
La Corée du Nord possède divers types d'armes chimiques, notamment des agents neurotoxiques, ainsi que des armes biologiques, notamment le charbon, la variole et le choléra,,.
En 2017, Kim Jong-nam, le demi-frère aîné de Kim Jong-un, a été assassiné avec un agent nerveux VX à l'aéroport international de Kuala Lumpur en Malaisie par des agents présumés de la Corée du Nord.
Le stock identifié contient entre 2 500 et 5 000 tonnes d’armes chimiques. Il est l’un des plus grands détenteurs d’armes chimiques au monde, se classant au troisième rang derrière les États-Unis et la Russie.

## Vecteurs

### Historique
Dans les années 1960, la RPDC a reçu pour la première fois des missiles balistiques à courte portée de son principal allié, l'Union soviétique. Les premières armes de ce type à être livrées étaient la série tactique FROG. À la fin des années 1970 ou au début des années 1980, la RPDC a reçu de l'Égypte plusieurs missiles Scud-B à longue portée (qui ont reçu ces missiles de l'URSS, de la Bulgarie et de la Pologne). L'URSS avait refusé de fournir des Scuds à la Corée du Nord, qui a tout de même produit des missiles basés sur sa conception. Une base de production locale a été établie et le premier exemplaire modifié a été nommé Hwasong 5. Avec le temps, des types de missiles plus avancés ont été développés. Finalement, la Corée du Nord s’est équipée de missiles balistiques capables d’atteindre le Japon. Dans les années 1990, la Corée du Nord a vendu au Pakistan des missiles de taille moyenne dotés d'une capacité nucléaire.

### Statut
La capacité de la Corée du Nord à livrer des armes de destruction massive à une cible hypothétique est quelque peu limitée par sa technologie de missile. En 2005, la portée totale de la Corée du Nord avec ses missiles Nodong était estimée à 900 km avec une charge utile de 1 000 kg. Cela suffit pour atteindre la Corée du Sud et certaines parties du Japon, de la Russie et de la Chine. Le Hwasong-10 est un missile balistique à portée intermédiaire conçu en Corée du Nord, d’une portée pouvant atteindre 2 490 km (1 550 km) et pouvant porter une tête nucléaire.
En 2016, l'analyste israélien Uzi Rubin a déclaré que le programme de missiles avait démontré "des réalisations remarquables".

### Vecteurs opérationnels
Il est prouvé que la Corée du Nord a pu miniaturiser une tête nucléaire pour l’utiliser sur un missile balistique,. On ignore encore si la Corée du Nord dispose de la technologie nécessaire pour protéger ses missiles. Certains analystes suggèrent que les nouveaux missiles de la Corée du Nord sont des faux. Divers essais de roquettes nord-coréens se sont poursuivis dans les années 2010, par exemple en 2013, en 2014 et en 2016. La Corée du Nord n'a procédé à aucun test de missiles à moyenne portée suffisamment puissants pour atteindre le Japon en 2015, mais l'agence de presse sud-coréenne Yonhap estime qu'au moins un missile lancé lors des essais de la Corée du Nord en mars 2016 était probablement un missile Rodong à moyenne portée. La Corée du Nord a apparemment lancé un test de missile depuis un sous-marin le 23 avril 2016; alors que le missile n’avait parcouru que 30 km, un analyste américain a déclaré que "la capacité de lancement de la Corée du Nord est passée d’une blague à une situation très sérieuse". En août 2016, un missile Rodong nord-coréen a atteint un point situé à environ 250 km à l'ouest de la péninsule d'Oga au Japon, dans les eaux internationales mais à l'intérieur de la zone économique exclusive du Japon.
En 2016, la Corée du Nord possédait environ 300 missiles Rodong dont la portée maximale était de 1 300 km.

#### Opérationnel ou testé avec succès
- Hwasong 5 – Modification initiale de Scud. Missile à propulsion liquide, lancé depuis un véhicule terrestre, dont la portée est estimée à 330 km. Il a été testé avec succès. On estime que la Corée du Nord a déployé quelque 150 à 200 missiles de ce type sur des lanceurs mobiles.
- Hwasong 6 – Modification ultérieure de Scud. Semblable au Hwasong-5, mais avec une autonomie accrue (550–700 km) et une ogive plus petite (600–750 kg). Apparemment, il s’agit du missile nord-coréen le plus largement déployé, avec au moins 400 missiles utilisés.
- Hwasong 7[162] – Modification de Scud plus grande et plus avancée. Missile à carburant liquide, lancé depuis un véhicule terrestre, et doté d'une ogive de 650 kg. Les premières variantes de production avaient un guidage inertiel, les variantes ultérieures comportaient un guidage GPS, ce qui améliorait la précision à 190–250 m[163]. La portée est estimée entre 1 300 et 1 600 km.
- Hwasong 9 est également connu sous le nom de Scud-ER dans le reste du monde. Il poursuit le développement de Hwasong-6 avec une portée de 1 000 km et est capable de frapper le Japon[164],[165],[166].
- Hwasong 10 – Censé être une copie modifiée du soviétique SLBM R-27 Zyb. À l’origine, on pensait qu’il avait été testé comme première ou deuxième étape d’Unha, mais l’analyse des débris a montré que l’Unha utilisait une technologie plus ancienne[153]. Aussi connus sous les noms de Nodong-B, Taepodong-X, Musudan et BM25, il possède une autonomie de 2 500 à 4 000 km[167]. Un rapport du DoD établit la force du BM25 à moins de 50 lanceurs[168].
- Hwasong 11 – Un missile mobile à courte portée, à carburant solide et de haute précision, copie conforme de l'OTR-21 soviétique. Nombre inconnu en service, apparemment déployé à la fin des années 1990 ou au début des années 2000.
- Pukkuksong 1 – SLBM à combustible solide à longue portée. Aussi appelé le KN-11 par le ministère de la Défense. Peut-être dérivé du SLBM chinois JL-1[169].
- Pukkuksong 2 (en) – Un développement terrestre à longue portée du Pukkuksong-1 à combustible solide[170]. Aussi connu sous le KN-15[171].
- Hwasong 12 – Un missile mobile à moyenne portée, à carburant liquide. Testé pour la première fois en mai 2017[172]. Il est également connu sous le nom de KN-17 en dehors de la Corée, des experts sud-coréens estiment sa portée entre 5 000 et 6 000 km sur la base d'un essai réussi réalisé en mai[173].
- Hwasong 14 (en) – Aussi connu sous le nom de KN-20, un ICBM transportable sur route, à longue portée[174], testé les 4 et 29 juillet[175], 2017, portée estimée entre 6 700 et 10 000 km[176],[177],[178],[179],[104],[180],[181],[182]. John Schilling estime que la précision actuelle du Hwasong-14 est médiocre dans les portées qui menacent les villes américaines[103] (ce qui nécessiterait plus de tests[105],[183] pour prouver son exactitude)[184]. Michael Elleman a souligné que la vidéo de la NHK[183] qui a capturé la descente du véhicule de rentrée (RV) montre son incapacité à survivre à la rentrée. Si le véhicule avait survécu à la rentrée, la vidéo aurait montré une image lumineuse jusqu'à l'impact sur la mer. Cependant, une récente évaluation de la CIA note que les véhicules de rentrée des ICBM de la Corée du Nord fonctionneraient probablement correctement s'ils suivaient une trajectoire normale vers des cibles américaines.
- Hwasong-15 – Portée de 13 000 km, testé avec succès le 28 novembre 2017[185].

#### Non testé
- KN-08 – ICBM routier. Aussi appelé le Hwasong-13 (HS-13). Portée maximale d'environ 5 500 km. Le département américain de la Défense estime qu'au moins 6 lanceurs KN-08 sont en déploiement[168]. Une version modifiée, le KN-14, a été dévoilée lors d'un défilé marquant le 70e anniversaire du Parti du Travail de Corée. Le développement du missile a été arrêté en raison de problèmes de moteur[186].

## Exportations liées à la technologie des missiles balistiques
En avril 2009, les Nations unies ont désigné la Korea Mining and Development Trading Corporation (en) (KOMID) comme le principal négociant en armes et le principal exportateur nord-coréen d’équipements liés aux missiles balistiques et aux armes classiques. L'ONU indique que KOMID est basé dans le district central de Pyongyang. Cependant, elle a également des bureaux à Pékin et des bureaux de vente dans le monde entier qui facilitent la vente d'armes et cherchent de nouveaux clients pour les armes nord-coréennes.
KOMID a vendu la technologie de missile à l'Iran et a fait des affaires pour la technologie liée aux missiles avec Taiwan. KOMID est également responsable de la vente d’équipements, notamment des technologies de missile, des canons et des roquettes, pour un montant total de plus de 100 millions de dollars, en Afrique, en Amérique du Sud et au Moyen-Orient.
L'armée nord-coréenne a également eu recours à une société appelée Hap Heng pour vendre des armes à l'étranger. Hap Heng était basé à Macao dans les années 1990 pour gérer les ventes d’armes, de technologies de missiles et de technologies nucléaires à des pays tels que le Pakistan et l’Iran. Le Ghauri, un missile balistique pakistanais à moyenne portée, est considéré comme une copie du Rodong 1 de la Corée du Nord. En 1999, des sources du renseignement ont affirmé que la Corée du Nord avait vendu des composants de missile à l'Iran. Parmi les directeurs de Hap Heng figurent Kim Song in et Ko Myong Hun. Ko Myong Hun est maintenant un diplomate inscrit à Pékin et peut être impliqué dans le travail de KOMID.
Un rapport du comité des sanctions du Conseil de sécurité de l'ONU indique que la Corée du Nord exploite un réseau international de contrebande de technologies de missiles nucléaires et balistiques, y compris vers le Myanmar (Birmanie), la Syrie et l'Iran.

### Partenaires
Plusieurs pays ont acheté des missiles balistiques nord-coréens ou ont reçu une aide de la Corée du Nord pour établir leur production locale de missiles.
 Égypte
L’Égypte a reçu des technologies et une assistance pour la fabrication des Hwasong-5 et Hwasong-6 et a peut-être fourni des systèmes de guidage ou des informations sur les missiles à longue portée à la Corée du Nord.
 Iran
L’Iran a été l’un des premiers pays à acheter des missiles nord-coréens. L’Iran a établi une production locale pour les Hwasong-5 (Shahab-1), les Hwasong-6 (Shahab-2) et les Rodong-1 (Shahab-3). L’Iran possède également 19 missiles BM25 Musudan basés à terre, selon un document du département d’État américain divulgué. L'Iran a désigné le Musudan comme Khorramshahr. Ce missile à capacité nucléaire est en cours de développement et a échoué à ses deux essais en vol connus,,.
 Pakistan
Les entités nord-coréennes ont continué de fournir une assistance au programme de missiles balistiques du Pakistan au cours du premier semestre de 1999 en échange de la technologie des armes nucléaires. Cette assistance était essentielle aux efforts d’Islamabad pour la production de missiles balistiques. En avril 1998, le Pakistan a testé en vol le MRBM Ghauri, basé sur le missile Nodong de la Corée du Nord. En avril 1998 également, les États-Unis ont imposé des sanctions à des entités pakistanaises et nord-coréennes pour leur rôle dans le transfert de technologies liées aux missiles balistiques.
 Syrie
La Syrie a obtenu à l'origine le SCUD-B de la Corée du Nord. La Corée du Nord a peut-être aidé la Syrie à développer le SCUD-C et / ou le SCUD-D. En 2013, la Syrie comptait sur l'assistance étrangère de plusieurs pays, y compris la Corée du Nord, pour des composants et des technologies de missiles avancés. En 2018, un rapport des Nations Unies a affirmé que la Corée du Nord avait envoyé des techniciens et du matériel en Syrie pour l'aider dans son programme d'armes chimiques, notamment des dalles, des vannes et des thermomètres résistant aux acides.
 Émirats arabes unis
25 Hwasong-5 ont été achetés à la Corée du Nord en 1989. Les Forces de défense de l'Union des Émirats arabes unis n'étaient pas satisfaites de la qualité des missiles et qui ont été entreposés.
 Vietnam
Le Vietnam aurait commandé des missiles Hwasong-5/6 en 1998–99, mais on ignore si cet accord a été exécuté.
 Yemen
On sait que le Yémen a acheté des missiles Scud à la RPDC dans les années 1990, soit 15 missiles au total, des ogives conventionnelles et un oxydant combustible.

#### Anciens partenaires
Libye
La Libye, sous le régime de Mouammar Kadhafi, recevait une assistance technologique, des plans et des pièces de missiles de la Corée du Nord.

#### Rejet d'un partenaire d'exportation potentiel
Nigeria
En janvier 2004, le gouvernement nigérian a annoncé que la Corée du Nord avait accepté de vendre sa technologie de missile, mais un mois plus tard, le Nigéria avait rejeté l'accord sous la pression des États-Unis.

## Réactions internationales
Dans les années 1990, les États-Unis ont négocié l'Agreed Framework (en) pour geler le programme d'armement nucléaire de la Corée du Nord tout en poursuivant la dénucléarisation de la péninsule coréenne. Le programme d'enrichissement d'uranium clandestin de la Corée du Nord a été mis au jour en 2002, après quoi la Chine a convoqué les pourparlers à six pour négocier un processus progressif de dénucléarisation. Les pourparlers à six se sont enlisés après de multiples essais nucléaires nord-coréens, entraînant un renforcement des sanctions internationales contre la Corée du Nord, notamment une série de résolutions sur les sanctions imposées par le Conseil de sécurité des Nations unies. En 2018, les présidents sud-coréen Moon Jae-in et américain Donald Trump ont tenu une série de sommets avec Kim Jong-un qui ont abouti à des déclarations favorables à la dénucléarisation de la péninsule coréenne.

## Inspections internationales
Le 31 octobre 2018, le législateur Kim Min-ki, du parti démocrate coréen au pouvoir, a publié une déclaration révélant que des responsables du service national de renseignement sud-coréen avaient observé plusieurs sites d'essais nucléaires et de missiles de la Corée du Nord. Kim a également déclaré que le site d'essais nucléaires de Punggye-ri, actuellement nord-coréen, et le site de lancement du satellite Sohae étaient inclus dans ces observations. La visite des responsables des services de renseignement allait de pair avec l'accord de Pyongyang de septembre 2018, dans lequel le dirigeant nord-coréen Kim Jung-Un avait accepté de fermer Sohae et de permettre aux experts internationaux d'observer le démantèlement du site d'essais de moteurs de missiles et une rampe de lancement. Les experts internationaux seront également autorisés à assister au démantèlement d'autres sites d'essais nucléaires nord-coréens. Yongbyon, la principale installation nucléaire en Corée du Nord, a également été inactive au cours de la dernière année, mais n’a pas encore été complètement fermée.